# 中興交流道
23°56′55″N 120°40′09″E / 23.948701°N 120.669163°E
中興交流道，原名南投交流道（2011年9月改名），為臺灣國道三號的交流道，位於臺灣南投縣草屯鎮與南投市交界處，可通達中興新村、臺灣省政府以及南崗產業園區，指標為224k。
|              | 224 中興 | 南 下                    |      | 中興新村 |
|              | 224 中興 | 南 下                    | 南投 |          |
| 南崗產業園區 | 224 中興 | 南 下                    |      |          |
| 北 上        | 224 中興 |                          | 南投 |          |
| 北 上        | 224 中興 | 中興新村                 |      |          |
| 北 上        | 224 中興 | 參山（八卦山）國家風景區 |      |          |

## 鄰近公路
- 台3線
- 台14乙線
- 投11線

## 簡述
中興交流道位於貓羅溪東岸，中興新村以西、草屯鎮西南郊與南投市交界處，主線往南跨貓羅溪，新闢連絡道1.8公里，東北接台14乙線省府路，西北接台14乙線與台3線交叉處，連絡道納編為台14乙新線，往中興新村方向之匝道均為環道，兩環道間並設集散道路，自連絡道西端往國道三號北上方向則設置半直接式匝道。

## 外部連結
- 國道三號中興交流道示意圖 （页面存档备份，存于）（交通部高速公路局）